# Christophe Négrel
Christophe Négrel (Marsella, 25 de mayo de 1977) es un deportista francés que compitió en taekwondo. Ganó una medalla en el Campeonato Mundial de Taekwondo de 1997, y tres medallas en el Campeonato Europeo de Taekwondo entre los años 2000 y 2005.

## Palmarés internacional
| Campeonato Mundial | Campeonato Mundial    | Campeonato Mundial | Campeonato Mundial |
| Año                | Lugar                 | Medalla            | Categoría          |
| ------------------ | --------------------- | ------------------ | ------------------ |
| 1997               | Hong Kong (China)     | Medalla de plata   | –70 kg             |
| Campeonato Europeo |                       |                    |                    |
| Año                | Lugar                 | Medalla            | Categoría          |
| 2000               | Patras (Grecia)       | Medalla de bronce  | –72 kg             |
| 2004               | Lillehammer (Noruega) | Medalla de plata   | –78 kg             |
| 2005               | Riga (Letonia)        | Medalla de oro     | –78 kg             |